# Barna szarvascsőrű
A barna szarvascsőrű (Anorrhinus tickelli) a madarak (Aves) osztályának a szarvascsőrűmadár-alakúak (Bucerotiformes) rendjéhez, ezen belül a szarvascsőrűmadár-félék (Bucerotidae) családjához tartozó faj.

## Előfordulása
Mianmar és Thaiföld területén honos.

## Megjelenése
Testhossza 60–65 centiméter.